# Esbly
Esbly település Franciaországban, Seine-et-Marne megyében. Lakosainak száma 6237 fő (2022. január 1.). Esbly Condé-Sainte-Libiaire, Coupvray, Isles-lès-Villenoy, Lesches és Montry községekkel határos.

## Népesség
A település népességének változása:
| Lakosok száma | 6189 | 6192 | 6263 | 6220 | 6339 | 6404 | 6464 | 6402 | 6237 |
|               | 2013 | 2015 | 2016 | 2017 | 2018 | 2019 | 2020 | 2021 | 2022 |